# 4468 Pogrebetskij
4468 Pogrebetskij è un asteroide della fascia principale. Scoperto nel 1976, presenta un'orbita caratterizzata da un semiasse maggiore pari a 2,3610089 UA e da un'eccentricità di 0,1631590, inclinata di 0,60088° rispetto all'eclittica.